# Chapelle de la Toussaint (Strasbourg)
La chapelle de la Toussaint est située dans l'enceinte de la clinique de la Toussaint dans la rue du même nom (quartier des Halles) à Strasbourg. À noter : un Christ en bénédiction sur le tympan du portail ; plusieurs statues d'intérêt, une Vierge à l'Enfant et quelques saints dont sainte Odile ; des pinacles à gargouilles sur le contour de la nef. 

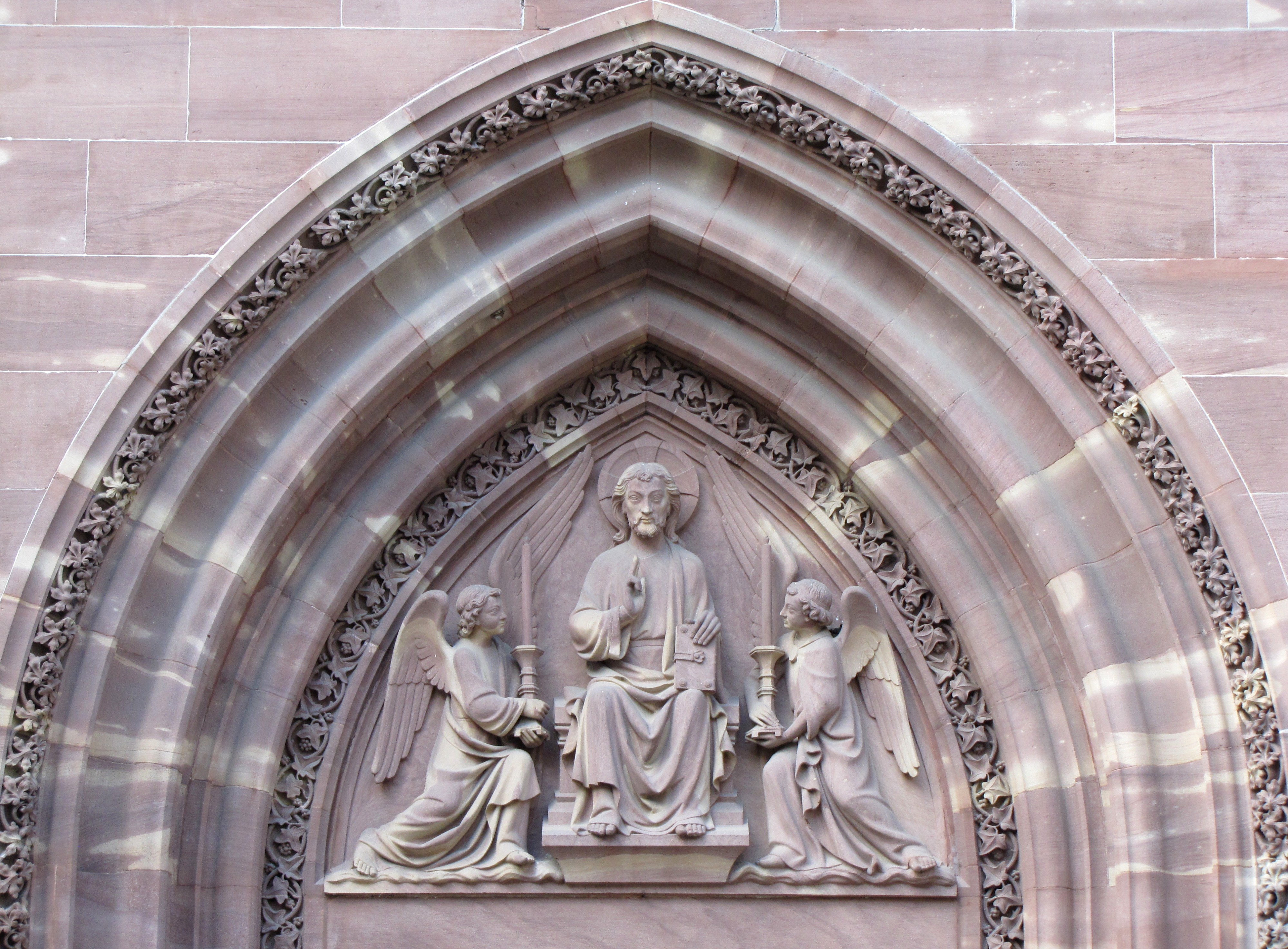
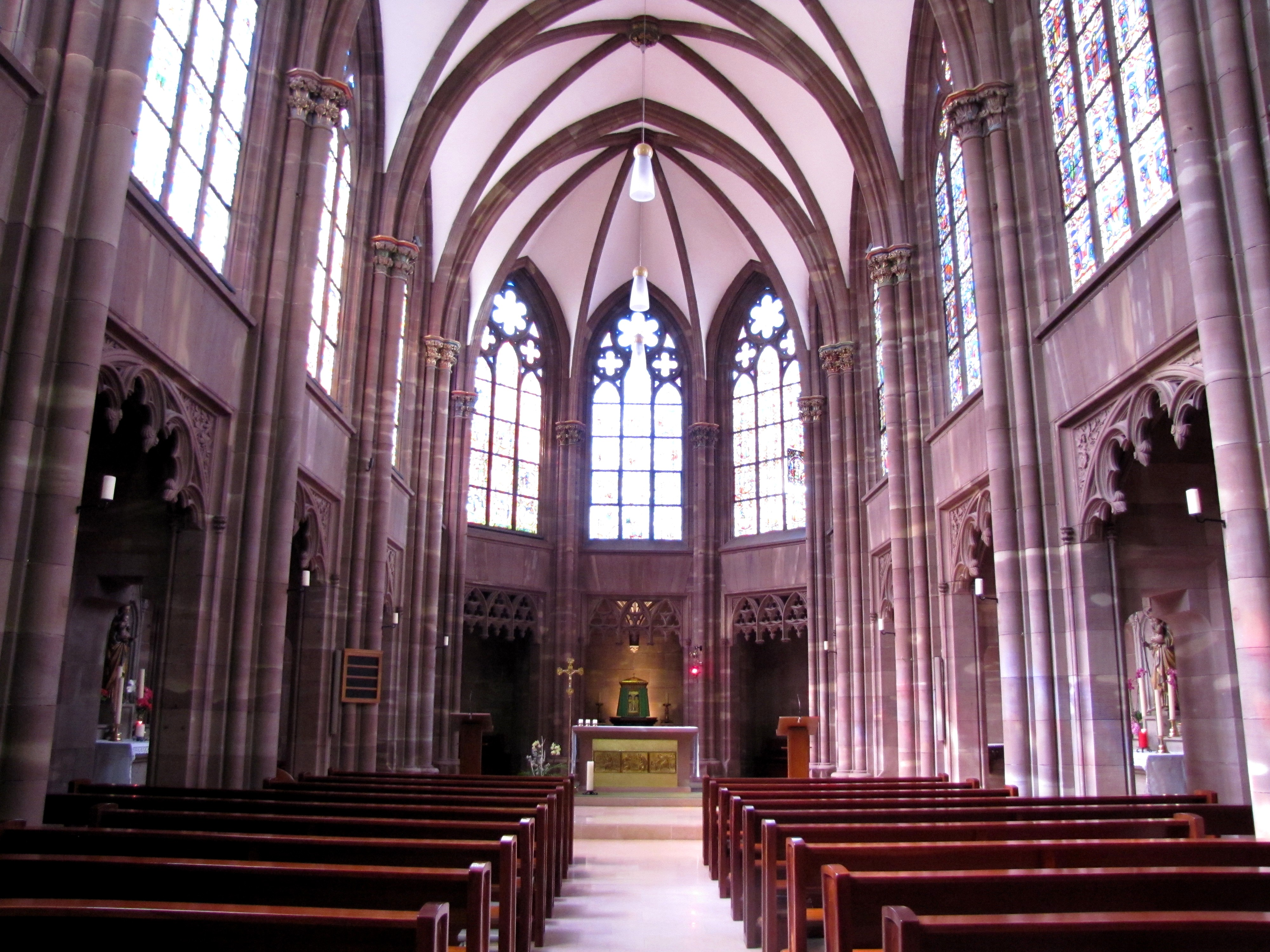
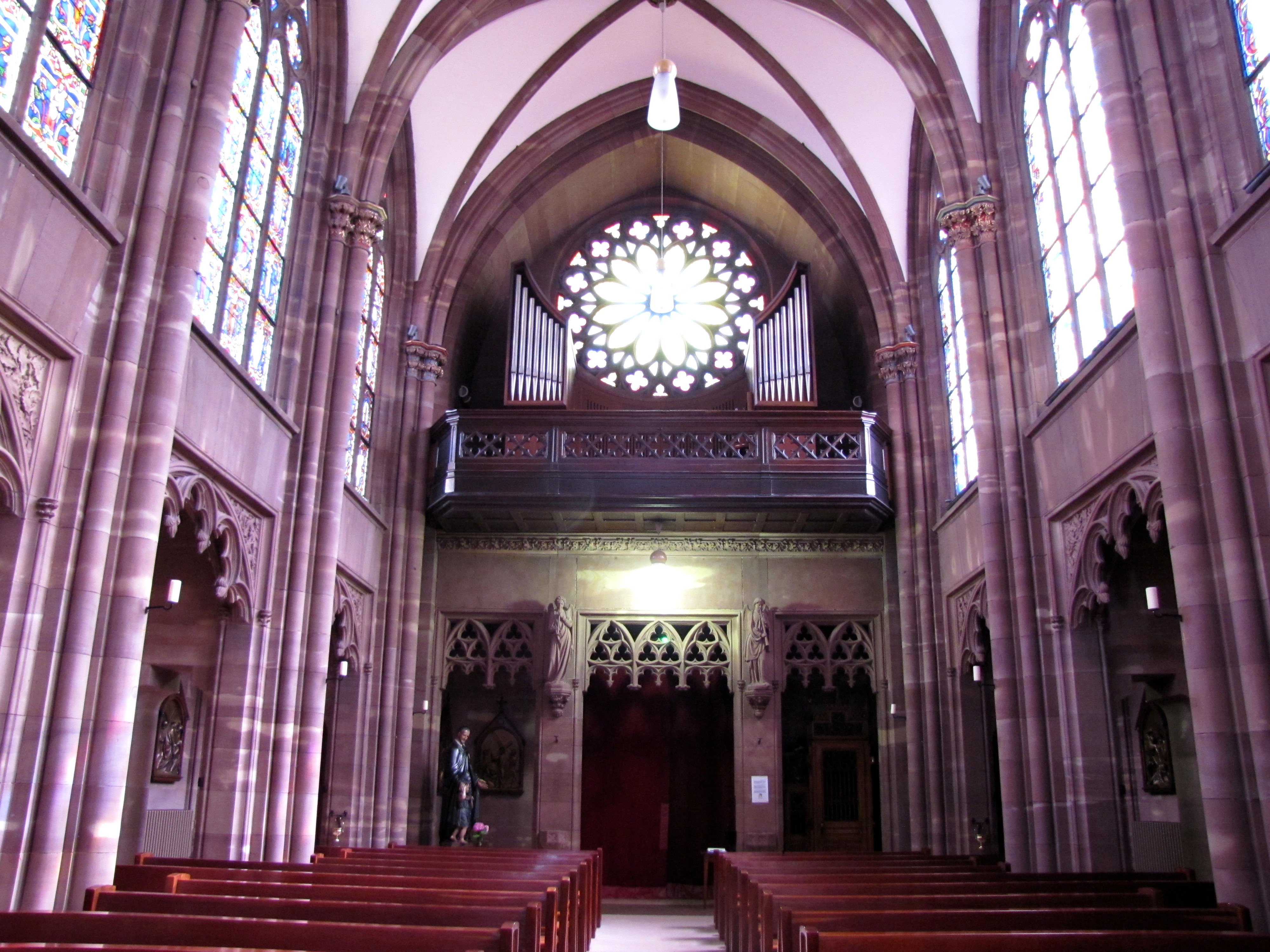
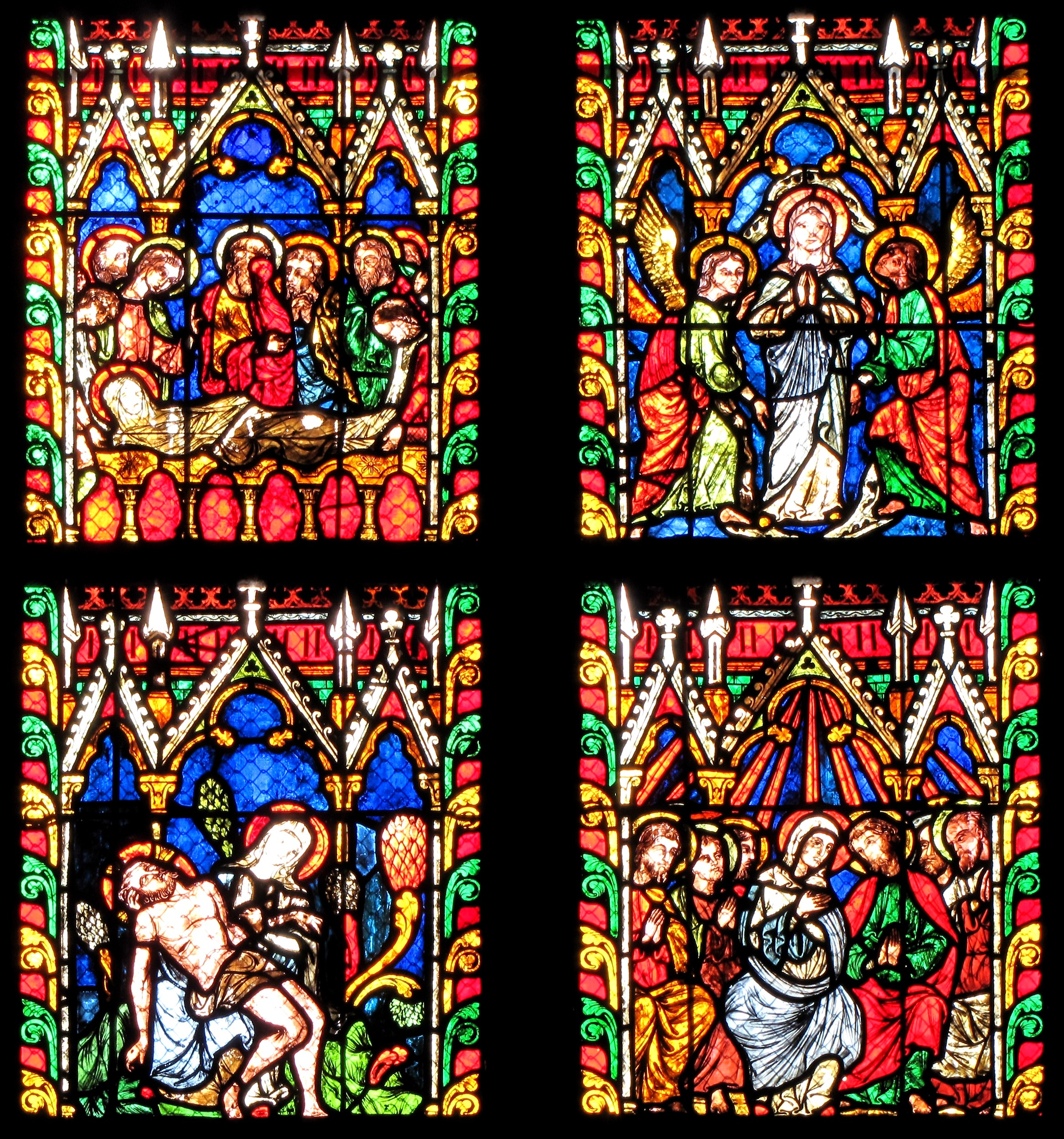